# Halina Sowińska
Halina Sowińska – polska pedagog, dr hab., profesor Wyższej Szkoły Pedagogiki i Administracji im. Mieszka I w Poznaniu, Bałtyckiej Wyższej Szkoły Humanistycznej w Koszalinie, oraz Zakładu Teoretycznych Podstaw Edukacji Wydziału Studiów Edukacyjnych Uniwersytetu im. Adama Mickiewicza w Poznaniu.

## Życiorys
Obroniła pracę doktorską, następnie uzyskała stopień doktora habilitowanego. Została zatrudniona na stanowisku profesora w Bałtyckiej Wyższej Szkole Humanistycznej w Koszalinie, Wyższej Szkoły Pedagogiki i Administracji im. Mieszka I w Poznaniu i w Zakładzie Teoretycznych Podstaw Edukacji na Wydziale Studiów Edukacyjnych Uniwersytetu im. Adama Mickiewicza w Poznaniu.
Była kierownikiem w Zakładzie Teoretycznych Podstaw Edukacji na Wydziale Studiów Edukacyjnych Uniwersytetu im. Adama Mickiewicza.